# Território de Papua
O Território de Papua compreendeu a parte do sudeste da ilha de Nova Guiné entre 1883 e 1975. Em 1883, o Governo de Queensland anexou este território para o Império Britânico. O Governo do Reino Unido recusou-se a ratificar a anexação, mas em 1884 um Protetorado foi proclamado sobre o território, depois chamado "Nova Guiné Britânica". Existe uma certa ambiguidade quanto à data exata em que todo o território foi anexado pelos britânicos. O Papua Act 1905 recita que isso aconteceu "em ou por volta" de 4 de setembro de 1888. Em 18 de março de 1902, o Território foi colocado sob a autoridade da Comunidade da Austrália ("Commonwealth da Australia). As resoluções de aceitação foram aprovadas pelo Parlamento da Comunidade, que aceitou o território sob o nome de Papua.

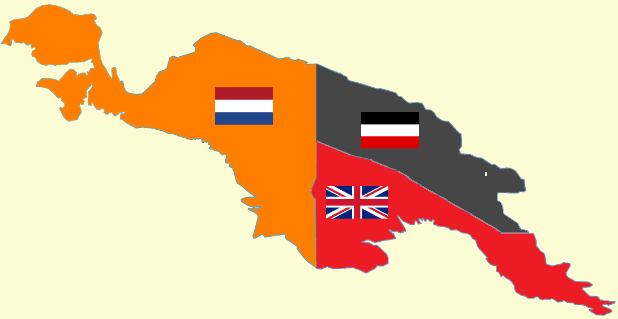
Nova Guiné de 1884-1919. Os Países Baixos controlavam a metade ocidental da Nova Guiné, a Alemanha o lado nordeste, e a Grã-Bretanha controlava a parte sul-oriental.

Em 1949, este território e o Território de Nova Guiné (que era constituído pela maior parte do território da antiga Nova Guiné Alemã) foram estabelecidos em uma união administrativa com o nome Território de Papua e Nova Guiné. Essa união administrativa foi renomeada como Papua Nova Guiné em 1971. Entretanto, apesar de fazer parte de uma união administrativa, o Território de Papua sempre manteve um estatuto e uma identidade jurídica distintos; Era uma Posse da Coroa, enquanto o Território da Nova Guiné foi inicialmente um mandato da Liga das Nações e, posteriormente, um protetorado das Nações Unidas. Esta importante distinção jurídica e política manteve-se até o advento do Estado Independente de Papua Nova Guiné em 1975.
O antigo Território de Papua representa cerca de metade da atual Papua Nova Guiné e continha a capital do território, Porto Moresby, que então se tornou a capital do país independente.